# Giuseppe Airenti
Giuseppe Carlo Airenti (Porto Maurizio, 13 giugno 1821 – Dolcedo, 24 agosto 1882) è stato un avvocato e politico italiano.

## Biografia
Fratello di Antonio, deputato al Regno di Sardegna, era stato avviato dalla famiglia alla carriera ecclesiastica. Si laureò in teologia all'Università di Torino, ma nel 1849 dismise l'abito talare e si laureò in giurisprudenza ed entrò nella magistratura. Dopo la morte prematura del fratello decise di intraprendere la carriera politica e fu eletto nel collegio di Porto Maurizio alla Camera dei deputati del Regno di Sardegna nelle elezioni suppletive del 1855.
Deputato dal 1855 per 7 legislature di fila, alla Camera dei deputati del Regno di Sardegna e poi alla Camera dei deputati del Regno d'Italia, il 28 febbraio 1876 viene nominato senatore dal re Vittorio Emanuele II d'Italia.
Prima di entrare in Parlamento ricopre la carica di Sindaco a Gazzelli (oggi frazione del Comune di Chiusanico) e a Dolcedo.
La città di Imperia gli ha dedicato una via (dal 1923 la città di Porto Maurizio e quella di Oneglia sono state unificate col nome di Imperia).